# برج خواجه نعمت
برج خواجه نعمت مربوط به دوره ایلخانی - دوره صفوی است و در عقدا، جنوب بافت قدیم واقع شده و این اثر در تاریخ ۱۵ اسفند ۱۳۷۹ با شمارهٔ ثبت ۳۶۱۲ به‌عنوان یکی از آثار ملی ایران به ثبت رسیده است.